# 内山英太郎
内山 英太郎（うちやま えいたろう、1887年（明治20年）12月16日 - 1973年（昭和48年）12月25日）は、日本の陸軍軍人。最終階級は陸軍中将。

## 経歴
内山小二郎陸軍大将の長男として生まれ、父の兄・内山定吾の養嗣子となる。仙台陸軍地方幼年学校、中央幼年学校を経て、1909年（明治42年）5月、陸軍士官学校（21期）を卒業。同年12月、砲兵少尉に任官し、野戦砲兵第1連隊付となる。陸軍野戦砲兵射撃学校教官、同校教導大隊付などを経て、1920年（大正9年）11月、陸軍大学校（32期）を卒業。
野戦砲兵第1連隊中隊長、野戦砲兵射撃学校教官、砲兵監部員などを歴任し、1927年（昭和2年）9月に教育総監部付となり1930年（昭和5年）5月までフランスに私費留学をした。帰国後、砲兵監部員となり、1933年（昭和8年）8月、砲兵大佐に昇進し野戦砲兵第1連隊長に就任。陸軍野戦砲兵学校教官、陸軍省整備局整備課長などを経て、1937年（昭和12年）8月、陸軍少将に進級し野戦砲兵学校幹事となる。
野戦重砲兵第5旅団長、関東軍砲兵司令官を歴任し、1939年（昭和14年）10月、陸軍中将に進んだ。翌年9月に第13師団長に親補され、中国に出征した。その後、第3軍司令官、第12軍司令官を経て、1945年（昭和20年）4月に第15方面軍司令官に発令され、大阪で本土決戦に備えていたが終戦を迎えた。
1945年10月、第2復員軍司令官に就任し、同年12月に予備役に編入となったが召集され、1946年（昭和21年）6月まで中部復員監を務めた。1946年7月、戦犯容疑により逮捕された。1948年（昭和23年）1月31日、公職追放仮指定を受けた。1949年（昭和24年）1月に重労働40年の判決をうけ巣鴨プリズンで服役したが、1958年（昭和33年）4月に仮釈放となった。

## 栄典
位階
- 1910年（明治43年）2月21日 - 正八位[6]
- 1913年（大正2年）4月21日 - 従七位[7]
- 1918年（大正7年）5月20日 - 正七位[8]
- 1923年（大正12年）7月31日 - 従六位[9]
- 1928年（昭和3年）9月1日 - 正六位[10]
- 1937年（昭和12年）9月1日 - 正五位[11]

勲章等
- 1923年（大正12年）7月24日 - 勲六等瑞宝章[12]

## 親族
- 養父・伯父 内山定吾 陸軍砲兵少尉で、西南戦争後の処遇に不満を持った将校等が起こした竹橋騒動に参加し流刑に処せられている。
- 妻 内山三井子 増島六一郎（法学者）の娘[1]
- 弟 内山雄二郎（陸軍大尉）・内山豪三郎（陸軍大佐）
- 義弟 遠藤喜一（海軍大将）・山路一行（海軍大佐）・奥野一雄（陸軍大佐）